# ياريجان خالصة
ياريجان خالصة هي قرية في مقاطعة مياندوآب، إيران. يقدر عدد سكانها بـ 941 نسمة بحسب إحصاء 2016.